# 马扎尔博伊
马扎尔博伊（匈牙利語：Magyarbóly）是匈牙利巴兰尼亚州所辖的一个村。总面积17.22平方公里，总人口989，人口密度57.4人/平方公里（2011年1月1日）。